# Ceratizit Challenge by La Vuelta 2022
La 8e édition du Ceratizit Challenge by La Vuelta a lieu du 7 au 11 septembre 2022. Il s'agit d'une épreuve de l'UCI World Tour féminin 2022.
La formation Trek-Segrafredo remporte le contre-la-montre inaugural. Annemiek van Vleuten profite de la montagneuse deuxième étape pour s'imposer et prendre deux minutes d'avance sur la concurrence. Sur la troisième étape, Grace Brown déjà sortie durant l'étape repart avec Elise Chabbey à dix kilomètres de l'arrivée. Elle devance la Suissesse au sprint. Silvia Persico gagne le sprint d'un peloton réduit le lendemain. Lors de la traditionnelle étape dans les rues de Madrid, Elisa Balsamo se montre la plus rapide. Au classement général, Annemiek van Vleuten s'impose devant Elisa Longo Borghini et Demi Vollering. Silvia Persico gagne le classement par points, Lucinda Brand celui de la montagne, Mavi Garcia celui de la plus combative et Trek-Segafredo celui de la meilleure équipe.

## Équipes
| UCI Women's WorldTeams (14)- Team BikeExchange-Jayco - Canyon-SRAM Racing - EF Education-TIBCO-SVB - FDJ-Suez - Human Powered Health - Team Jumbo-Visma - Liv Racing Xstra - Movistar Team - Roland Cogeas-Edelweiss Squad - Team DSM - SD Worx - Trek-Segafredo - UAE Team ADQ - Uno-X Pro Cycling Team Équipes féminines continentales (8)- Bizkaia-Durango - Ceratizit-WNT Pro Cycling - Coop-Hitec Products - Laboral Kutxa-Fundacion Euskadi - Massi Tactic - Río Miera-Cantabria Deporte - Soltec Team - Valcar-Travel & Service |
| |

## Étapes
| Étape     | Date     | Villes étapes                       | type                         | Distance (km) | Vainqueur d'étape    | Leader du classement général |
| --------- | -------- | ----------------------------------- | ---------------------------- | ------------- | -------------------- | ---------------------------- |
| 1re étape | 7 sept.  | Marina de Cudeyo – Marina de Cudeyo | contre-la-montre par équipes | 19,9          | Trek-Segafredo       | Elisa Longo Borghini         |
| 2e étape  | 8 sept.  | Colindres – Colindres               | étape de moyenne montagne    | 105,9         | Annemiek van Vleuten | Annemiek van Vleuten         |
| 3e étape  | 9 sept.  | Camargo – Aguilar de Campoo         | étape de plaine              | 96,4          | Grace Brown          | Annemiek van Vleuten         |
| 4e étape  | 10 sept. | Palencia – Ségovie                  | étape de plaine              | 160,4         | Silvia Persico       | Annemiek van Vleuten         |
| 5e étape  | 11 sept. | Madrid – Madrid                     | étape de plaine              | 95,7          | Elisa Balsamo        | Annemiek van Vleuten         |

## Déroulement de la course

### 1reétape
| Marina de Cudeyo - Marina de Cudeyo | contre-la-montre par équipes | (19,9 km) |

BikeExchange réalise le premier véritable temps de référence. Il n'est battu que par l'équipe Trek-Segafredo qui remporte la victoire. Elisa Longo Borghini prend la tête du classement général.
| \| Classement de l'étape \| Classement de l'étape \| Classement de l'étape \| Classement de l'étape \| Classement de l'étape \| Classement de l'étape \| \| Équipe \| Équipe \| Pays \| Temps \| Écart de temps \| Vitesse moy. \| \| --------------------- \| ------------------------- \| --------------------- \| --------------------- \| --------------------- \| --------------------- \| \| 1re \| Trek-Segafredo \| États-Unis \| 23 min 31 s \| 0 s \| 50.773 km/h \| \| 2e \| Team BikeExchange-Jayco \| Australie \| 23 min 37 s \| + 6 s \| 50.558 km/h \| \| 3e \| FDJ-Suez \| France \| 23 min 42 s \| + 11 s \| 50.380 km/h \| \| 4e \| SD Worx \| Pays-Bas \| 23 min 54 s \| + 23 s \| 49.958 km/h \| \| 5e \| Movistar Team \| Espagne \| 23 min 56 s \| + 25 s \| 49.889 km/h \| \| 6e \| Team DSM \| Pays-Bas \| 24 min 15 s \| + 44 s \| 49.237 km/h \| \| 7e \| Canyon-SRAM Racing \| Allemagne \| 24 min 30 s \| + 59 s \| 48.735 km/h \| \| 8e \| Team Jumbo-Visma \| Pays-Bas \| 24 min 32 s \| + 1 min 01 s \| 48.668 km/h \| \| 9e \| Ceratizit-WNT Pro Cycling \| Allemagne \| 24 min 52 s \| + 1 min 21 s \| 48.016 km/h \| \| 10e \| UAE Team ADQ \| Émirats arabes unis \| 24 min 59 s \| + 1 min 28 s \| 47.792 km/h \| |                           |                     |             |                |              |
| |                           |                     |             |                |              |
| Source : ProCyclingStats |                           |                     |             |                |              |
| Classement de l'étape |                           |                     |             |                |              |
| Équipe | Équipe                    | Pays                | Temps       | Écart de temps | Vitesse moy. |
| 1re | Trek-Segafredo            | États-Unis          | 23 min 31 s | 0 s            | 50.773 km/h  |
| 2e | Team BikeExchange-Jayco   | Australie           | 23 min 37 s | + 6 s          | 50.558 km/h  |
| 3e | FDJ-Suez                  | France              | 23 min 42 s | + 11 s         | 50.380 km/h  |
| 4e | SD Worx                   | Pays-Bas            | 23 min 54 s | + 23 s         | 49.958 km/h  |
| 5e | Movistar Team             | Espagne             | 23 min 56 s | + 25 s         | 49.889 km/h  |
| 6e | Team DSM                  | Pays-Bas            | 24 min 15 s | + 44 s         | 49.237 km/h  |
| 7e | Canyon-SRAM Racing        | Allemagne           | 24 min 30 s | + 59 s         | 48.735 km/h  |
| 8e | Team Jumbo-Visma          | Pays-Bas            | 24 min 32 s | + 1 min 01 s   | 48.668 km/h  |
| 9e | Ceratizit-WNT Pro Cycling | Allemagne           | 24 min 52 s | + 1 min 21 s   | 48.016 km/h  |
| 10e | UAE Team ADQ              | Émirats arabes unis | 24 min 59 s | + 1 min 28 s   | 47.792 km/h  |

| \| Classement général \| Classement général \| Classement général \| Classement général \| Classement général \| \| Coureuse \| Coureuse \| Pays \| Équipe \| Temps \| \| ------------------ \| -------------------- \| ------------------ \| ----------------------- \| ------------------ \| \| 1re \| Elisa Longo Borghini \| Italie \| Trek-Segafredo \| 23 min 31 s \| \| 2e \| Elynor Bäckstedt \| Royaume-Uni \| Trek-Segafredo \| + 0 s \| \| 3e \| Shirin van Anrooij \| Pays-Bas \| Trek-Segafredo \| + 0 s \| \| 4e \| Elisa Balsamo \| Italie \| Trek-Segafredo \| + 0 s \| \| 5e \| Georgia Williams \| Nouvelle-Zélande \| Team BikeExchange-Jayco \| + 6 s \| \| 6e \| Alexandra Manly \| Australie \| Team BikeExchange-Jayco \| + 6 s \| \| 7e \| Kristen Faulkner \| États-Unis \| Team BikeExchange-Jayco \| + 6 s \| \| 8e \| Ane Santesteban \| Espagne \| Team BikeExchange-Jayco \| + 6 s \| \| 9e \| Ruby Roseman-Gannon \| Australie \| Team BikeExchange-Jayco \| + 6 s \| \| 10e \| Grace Brown \| Australie \| FDJ-Suez-Futuroscope \| + 11 s \| |                      |                  |                         |             |
| |                      |                  |                         |             |
| Source : ProCyclingStats |                      |                  |                         |             |
| Classement général |                      |                  |                         |             |
| Coureuse | Coureuse             | Pays             | Équipe                  | Temps       |
| 1re | Elisa Longo Borghini | Italie           | Trek-Segafredo          | 23 min 31 s |
| 2e | Elynor Bäckstedt     | Royaume-Uni      | Trek-Segafredo          | + 0 s       |
| 3e | Shirin van Anrooij   | Pays-Bas         | Trek-Segafredo          | + 0 s       |
| 4e | Elisa Balsamo        | Italie           | Trek-Segafredo          | + 0 s       |
| 5e | Georgia Williams     | Nouvelle-Zélande | Team BikeExchange-Jayco | + 6 s       |
| 6e | Alexandra Manly      | Australie        | Team BikeExchange-Jayco | + 6 s       |
| 7e | Kristen Faulkner     | États-Unis       | Team BikeExchange-Jayco | + 6 s       |
| 8e | Ane Santesteban      | Espagne          | Team BikeExchange-Jayco | + 6 s       |
| 9e | Ruby Roseman-Gannon  | Australie        | Team BikeExchange-Jayco | + 6 s       |
| 10e | Grace Brown          | Australie        | FDJ-Suez-Futuroscope    | + 11 s      |

### 2eétape
| Colindres - Colindres | étape de moyenne montagne | (105,9 km) |

Anna Kiesenhofer et Maaike Coljé sont les premières à sortir, mais elles sont rapidement reprises. Lucinda Brand et Sarah Roy attaquent ensuite. Leur avance atteint trois minutes quarante-cinq. La formation Movistar mène la poursuite. L'échappée est reprise dans la seconde ascension du Fuente las Varas. Annemiek van Vleuten contre. Elle est tout d'abord suivie par Demi Vollering, Elisa Longo Borghini, Liane Lippert et Mavi García, mais les distance une à une par la suite. Van Vleuten accroit ensuite son avance dans le Campo la Cruz pour gagner en solitaire. Derrière, Longo Borghini, Lippert et Vollering arrivent détachées plus de deux minutes plus tard.
| \| Classement de l'étape \| Classement de l'étape \| Classement de l'étape \| Classement de l'étape \| Classement de l'étape \| \| Coureuse \| Coureuse \| Pays \| Équipe \| Temps \| \| --------------------- \| --------------------- \| --------------------- \| ----------------------- \| --------------------- \| \| 1re \| Annemiek van Vleuten \| Pays-Bas \| Movistar Team \| 2 h 56 min 30 s \| \| 2e \| Elisa Longo Borghini \| Italie \| Trek-Segafredo \| + 2 min 16 s \| \| 3e \| Liane Lippert \| Allemagne \| Team DSM \| + 2 min 16 s \| \| 4e \| Demi Vollering \| Pays-Bas \| SD Worx \| + 2 min 16 s \| \| 5e \| Cecilie Uttrup Ludwig \| Danemark \| FDJ-Suez-Futuroscope \| + 2 min 50 s \| \| 6e \| Katarzyna Niewiadoma \| Pologne \| Canyon-SRAM Racing \| + 2 min 50 s \| \| 7e \| Silvia Persico \| Italie \| Valcar-Travel & Service \| + 2 min 50 s \| \| 8e \| Élise Chabbey \| Suisse \| Canyon-SRAM Racing \| + 2 min 50 s \| \| 9e \| Juliette Labous \| France \| Team DSM \| + 2 min 50 s \| \| 10e \| Anna Shackley \| Royaume-Uni \| SD Worx \| + 2 min 50 s \| |                       |             |                         |                 |
| |                       |             |                         |                 |
| Source : ProCyclingStats |                       |             |                         |                 |
| Classement de l'étape |                       |             |                         |                 |
| Coureuse | Coureuse              | Pays        | Équipe                  | Temps           |
| 1re | Annemiek van Vleuten  | Pays-Bas    | Movistar Team           | 2 h 56 min 30 s |
| 2e | Elisa Longo Borghini  | Italie      | Trek-Segafredo          | + 2 min 16 s    |
| 3e | Liane Lippert         | Allemagne   | Team DSM                | + 2 min 16 s    |
| 4e | Demi Vollering        | Pays-Bas    | SD Worx                 | + 2 min 16 s    |
| 5e | Cecilie Uttrup Ludwig | Danemark    | FDJ-Suez-Futuroscope    | + 2 min 50 s    |
| 6e | Katarzyna Niewiadoma  | Pologne     | Canyon-SRAM Racing      | + 2 min 50 s    |
| 7e | Silvia Persico        | Italie      | Valcar-Travel & Service | + 2 min 50 s    |
| 8e | Élise Chabbey         | Suisse      | Canyon-SRAM Racing      | + 2 min 50 s    |
| 9e | Juliette Labous       | France      | Team DSM                | + 2 min 50 s    |
| 10e | Anna Shackley         | Royaume-Uni | SD Worx                 | + 2 min 50 s    |

| \| Classement général \| Classement général \| Classement général \| Classement général \| Classement général \| \| Coureuse \| Coureuse \| Pays \| Équipe \| Temps \| \| ------------------ \| --------------------- \| ------------------ \| ----------------------- \| ------------------ \| \| 1re \| Annemiek van Vleuten \| Pays-Bas \| Movistar Team \| 3 h 20 min 16 s \| \| 2e \| Elisa Longo Borghini \| Italie \| Trek-Segafredo \| + 1 min 55 s \| \| 3e \| Demi Vollering \| Pays-Bas \| SD Worx \| + 2 min 24 s \| \| 4e \| Ane Santesteban \| Espagne \| Team BikeExchange-Jayco \| + 2 min 41 s \| \| 5e \| Liane Lippert \| Allemagne \| Team DSM \| + 2 min 41 s \| \| 6e \| Cecilie Uttrup Ludwig \| Danemark \| FDJ-Suez-Futuroscope \| + 2 min 46 s \| \| 7e \| Anna Shackley \| Royaume-Uni \| SD Worx \| + 2 min 58 s \| \| 8e \| Juliette Labous \| France \| Team DSM \| + 3 min 19 s \| \| 9e \| Brodie Chapman \| Australie \| FDJ-Suez-Futuroscope \| + 3 min 32 s \| \| 10e \| Élise Chabbey \| Suisse \| Canyon-SRAM Racing \| + 3 min 34 s \| |                       |             |                         |                 |
| |                       |             |                         |                 |
| Source : ProCyclingStats |                       |             |                         |                 |
| Classement général |                       |             |                         |                 |
| Coureuse | Coureuse              | Pays        | Équipe                  | Temps           |
| 1re | Annemiek van Vleuten  | Pays-Bas    | Movistar Team           | 3 h 20 min 16 s |
| 2e | Elisa Longo Borghini  | Italie      | Trek-Segafredo          | + 1 min 55 s    |
| 3e | Demi Vollering        | Pays-Bas    | SD Worx                 | + 2 min 24 s    |
| 4e | Ane Santesteban       | Espagne     | Team BikeExchange-Jayco | + 2 min 41 s    |
| 5e | Liane Lippert         | Allemagne   | Team DSM                | + 2 min 41 s    |
| 6e | Cecilie Uttrup Ludwig | Danemark    | FDJ-Suez-Futuroscope    | + 2 min 46 s    |
| 7e | Anna Shackley         | Royaume-Uni | SD Worx                 | + 2 min 58 s    |
| 8e | Juliette Labous       | France      | Team DSM                | + 3 min 19 s    |
| 9e | Brodie Chapman        | Australie   | FDJ-Suez-Futuroscope    | + 3 min 32 s    |
| 10e | Élise Chabbey         | Suisse      | Canyon-SRAM Racing      | + 3 min 34 s    |

### 3eétape
| Camargo - Aguilar de Campoo | étape de plaine | (96,4 km) |

Dans l'ascension du Hoces de Bárcena, le peloton se fragmente avec vingt-quatre coureuses à l'avant. Mavi Garcia, Katarzyna Niewiadoma et Brodie Chapman  tentent de sortir. À vingt-sept kilomètres de l'arrivée, Grace Brown attaque. Amber Kraak part à sa poursuite et la rejoint. L'écart de quarante secondes se réduit sous l'impulsion de Demi Vollering. Elles sont reprises à dix-neuf kilomètres de l'arrivée. Aux dix kilomètres, Alexandra Manly passe à l'offensive. Brown la marque. Elise Chabbey contre. Brown l'accompagne également. Ce duo n'est plus repris. Au sprint, Brown devance Chabbey.
| \| Classement de l'étape \| Classement de l'étape \| Classement de l'étape \| Classement de l'étape \| Classement de l'étape \| \| Coureuse \| Coureuse \| Pays \| Équipe \| Temps \| \| --------------------- \| --------------------- \| --------------------- \| ----------------------- \| --------------------- \| \| 1re \| Grace Brown \| Australie \| FDJ-Suez-Futuroscope \| 2 h 28 min 37 s \| \| 2e \| Élise Chabbey \| Suisse \| Canyon-SRAM Racing \| + 0 s \| \| 3e \| Elisa Balsamo \| Italie \| Trek-Segafredo \| + 8 s \| \| 4e \| Lotte Kopecky \| Belgique \| SD Worx \| + 8 s \| \| 5e \| Arlenis Sierra \| Cuba \| Movistar Team \| + 8 s \| \| 6e \| Alexandra Manly \| Australie \| Team BikeExchange-Jayco \| + 8 s \| \| 7e \| Silvia Persico \| Italie \| Valcar-Travel & Service \| + 8 s \| \| 8e \| Katarzyna Niewiadoma \| Pologne \| Canyon-SRAM Racing \| + 8 s \| \| 9e \| Elisa Longo Borghini \| Italie \| Trek-Segafredo \| + 8 s \| \| 10e \| Annemiek van Vleuten \| Pays-Bas \| Movistar Team \| + 8 s \| |                      |           |                         |                 |
| |                      |           |                         |                 |
| Source : ProCyclingStats |                      |           |                         |                 |
| Classement de l'étape |                      |           |                         |                 |
| Coureuse | Coureuse             | Pays      | Équipe                  | Temps           |
| 1re | Grace Brown          | Australie | FDJ-Suez-Futuroscope    | 2 h 28 min 37 s |
| 2e | Élise Chabbey        | Suisse    | Canyon-SRAM Racing      | + 0 s           |
| 3e | Elisa Balsamo        | Italie    | Trek-Segafredo          | + 8 s           |
| 4e | Lotte Kopecky        | Belgique  | SD Worx                 | + 8 s           |
| 5e | Arlenis Sierra       | Cuba      | Movistar Team           | + 8 s           |
| 6e | Alexandra Manly      | Australie | Team BikeExchange-Jayco | + 8 s           |
| 7e | Silvia Persico       | Italie    | Valcar-Travel & Service | + 8 s           |
| 8e | Katarzyna Niewiadoma | Pologne   | Canyon-SRAM Racing      | + 8 s           |
| 9e | Elisa Longo Borghini | Italie    | Trek-Segafredo          | + 8 s           |
| 10e | Annemiek van Vleuten | Pays-Bas  | Movistar Team           | + 8 s           |

| \| Classement général \| Classement général \| Classement général \| Classement général \| Classement général \| \| Coureuse \| Coureuse \| Pays \| Équipe \| Temps \| \| ------------------ \| --------------------- \| ------------------ \| ----------------------- \| ------------------ \| \| 1re \| Annemiek van Vleuten \| Pays-Bas \| Movistar Team \| 5 h 49 min 01 s \| \| 2e \| Elisa Longo Borghini \| Italie \| Trek-Segafredo \| + 1 min 55 s \| \| 3e \| Demi Vollering \| Pays-Bas \| SD Worx \| + 2 min 24 s \| \| 4e \| Ane Santesteban \| Espagne \| Team BikeExchange-Jayco \| + 2 min 41 s \| \| 5e \| Liane Lippert \| Allemagne \| Team DSM \| + 2 min 41 s \| \| 6e \| Cecilie Uttrup Ludwig \| Danemark \| FDJ-Suez-Futuroscope \| + 2 min 46 s \| \| 7e \| Anna Shackley \| Royaume-Uni \| SD Worx \| + 2 min 58 s \| \| 8e \| Juliette Labous \| France \| Team DSM \| + 3 min 19 s \| \| 9e \| Élise Chabbey \| Suisse \| Canyon-SRAM Racing \| + 3 min 20 s \| \| 10e \| Brodie Chapman \| Australie \| FDJ-Suez-Futuroscope \| + 3 min 32 s \| |                       |             |                         |                 |
| |                       |             |                         |                 |
| Source : ProCyclingStats |                       |             |                         |                 |
| Classement général |                       |             |                         |                 |
| Coureuse | Coureuse              | Pays        | Équipe                  | Temps           |
| 1re | Annemiek van Vleuten  | Pays-Bas    | Movistar Team           | 5 h 49 min 01 s |
| 2e | Elisa Longo Borghini  | Italie      | Trek-Segafredo          | + 1 min 55 s    |
| 3e | Demi Vollering        | Pays-Bas    | SD Worx                 | + 2 min 24 s    |
| 4e | Ane Santesteban       | Espagne     | Team BikeExchange-Jayco | + 2 min 41 s    |
| 5e | Liane Lippert         | Allemagne   | Team DSM                | + 2 min 41 s    |
| 6e | Cecilie Uttrup Ludwig | Danemark    | FDJ-Suez-Futuroscope    | + 2 min 46 s    |
| 7e | Anna Shackley         | Royaume-Uni | SD Worx                 | + 2 min 58 s    |
| 8e | Juliette Labous       | France      | Team DSM                | + 3 min 19 s    |
| 9e | Élise Chabbey         | Suisse      | Canyon-SRAM Racing      | + 3 min 20 s    |
| 10e | Brodie Chapman        | Australie   | FDJ-Suez-Futuroscope    | + 3 min 32 s    |

### 4eétape
| Palencia - Ségovie | étape de plaine | (160,4 km) |

Anna Kiesenhofer attaque dès les premiers mètres. Nina Buijsman part en poursuite, mais ne peut effectuer la jonction. L'Autrichienne compte jusqu'à neuf minutes trente d'avance. Le peloton s'organise et la reprend sous la flamme rouge. Liane Lippert tente de sortir, mais le sprint est inévitable. Silvia Persico s'impose devant Demi Vollering.
| \| Classement de l'étape \| Classement de l'étape \| Classement de l'étape \| Classement de l'étape \| Classement de l'étape \| \| Coureuse \| Coureuse \| Pays \| Équipe \| Temps \| \| --------------------- \| --------------------- \| --------------------- \| ----------------------- \| --------------------- \| \| 1re \| Silvia Persico \| Italie \| Valcar-Travel & Service \| 4 h 11 min 01 s \| \| 2e \| Demi Vollering \| Pays-Bas \| SD Worx \| + 0 s \| \| 3e \| Elisa Longo Borghini \| Italie \| Trek-Segafredo \| + 0 s \| \| 4e \| Lotte Kopecky \| Belgique \| SD Worx \| + 0 s \| \| 5e \| Liane Lippert \| Allemagne \| Team DSM \| + 0 s \| \| 6e \| Annemiek van Vleuten \| Pays-Bas \| Movistar Team \| + 0 s \| \| 7e \| Cecilie Uttrup Ludwig \| Danemark \| FDJ-Suez-Futuroscope \| + 4 s \| \| 8e \| Anouska Koster \| Pays-Bas \| Team Jumbo-Visma \| + 6 s \| \| 9e \| Katarzyna Niewiadoma \| Pologne \| Canyon-SRAM Racing \| + 11 s \| \| 10e \| Mavi García \| Espagne \| UAE Team ADQ \| + 13 s \| |                       |           |                         |                 |
| |                       |           |                         |                 |
| Source : ProCyclingStats |                       |           |                         |                 |
| Classement de l'étape |                       |           |                         |                 |
| Coureuse | Coureuse              | Pays      | Équipe                  | Temps           |
| 1re | Silvia Persico        | Italie    | Valcar-Travel & Service | 4 h 11 min 01 s |
| 2e | Demi Vollering        | Pays-Bas  | SD Worx                 | + 0 s           |
| 3e | Elisa Longo Borghini  | Italie    | Trek-Segafredo          | + 0 s           |
| 4e | Lotte Kopecky         | Belgique  | SD Worx                 | + 0 s           |
| 5e | Liane Lippert         | Allemagne | Team DSM                | + 0 s           |
| 6e | Annemiek van Vleuten  | Pays-Bas  | Movistar Team           | + 0 s           |
| 7e | Cecilie Uttrup Ludwig | Danemark  | FDJ-Suez-Futuroscope    | + 4 s           |
| 8e | Anouska Koster        | Pays-Bas  | Team Jumbo-Visma        | + 6 s           |
| 9e | Katarzyna Niewiadoma  | Pologne   | Canyon-SRAM Racing      | + 11 s          |
| 10e | Mavi García           | Espagne   | UAE Team ADQ            | + 13 s          |

| \| Classement général \| Classement général \| Classement général \| Classement général \| Classement général \| \| Coureuse \| Coureuse \| Pays \| Équipe \| Temps \| \| ------------------ \| --------------------- \| ------------------ \| ----------------------- \| ------------------ \| \| 1re \| Annemiek van Vleuten \| Pays-Bas \| Movistar Team \| 10 h 00 min 02 s \| \| 2e \| Elisa Longo Borghini \| Italie \| Trek-Segafredo \| + 1 min 51 s \| \| 3e \| Demi Vollering \| Pays-Bas \| SD Worx \| + 2 min 18 s \| \| 4e \| Liane Lippert \| Allemagne \| Team DSM \| + 2 min 41 s \| \| 5e \| Cecilie Uttrup Ludwig \| Danemark \| FDJ-Suez-Futuroscope \| + 2 min 50 s \| \| 6e \| Ane Santesteban \| Espagne \| Team BikeExchange-Jayco \| + 3 min 03 s \| \| 7e \| Anna Shackley \| Royaume-Uni \| SD Worx \| + 3 min 14 s \| \| 8e \| Juliette Labous \| France \| Team DSM \| + 3 min 35 s \| \| 9e \| Élise Chabbey \| Suisse \| Canyon-SRAM Racing \| + 3 min 36 s \| \| 10e \| Katarzyna Niewiadoma \| Pologne \| Canyon-SRAM Racing \| + 3 min 45 s \| |                       |             |                         |                  |
| |                       |             |                         |                  |
| Source : ProCyclingStats |                       |             |                         |                  |
| Classement général |                       |             |                         |                  |
| Coureuse | Coureuse              | Pays        | Équipe                  | Temps            |
| 1re | Annemiek van Vleuten  | Pays-Bas    | Movistar Team           | 10 h 00 min 02 s |
| 2e | Elisa Longo Borghini  | Italie      | Trek-Segafredo          | + 1 min 51 s     |
| 3e | Demi Vollering        | Pays-Bas    | SD Worx                 | + 2 min 18 s     |
| 4e | Liane Lippert         | Allemagne   | Team DSM                | + 2 min 41 s     |
| 5e | Cecilie Uttrup Ludwig | Danemark    | FDJ-Suez-Futuroscope    | + 2 min 50 s     |
| 6e | Ane Santesteban       | Espagne     | Team BikeExchange-Jayco | + 3 min 03 s     |
| 7e | Anna Shackley         | Royaume-Uni | SD Worx                 | + 3 min 14 s     |
| 8e | Juliette Labous       | France      | Team DSM                | + 3 min 35 s     |
| 9e | Élise Chabbey         | Suisse      | Canyon-SRAM Racing      | + 3 min 36 s     |
| 10e | Katarzyna Niewiadoma  | Pologne     | Canyon-SRAM Racing      | + 3 min 45 s     |

### 5eétape
La première échappée est Sandra Alonso dans le premier tour. Elle est rejointe par Sara Poidevin, Nina Buijsman et Carlijn Achtereekte. À une dizaine de kilomètres de la ligne, cette dernière attaque. Elles sont néanmoins toutes reprises à neuf kilomètres du but. Sara Martín puis Niamh Fisher-Black sortent du peloton, mais l'étape se termine au sprint. Dans celui-ci, Elisa Balsamo s'impose.
| Madrid - Madrid | étape de plaine | (95,7 km) |

| \| Classement de l'étape \| Classement de l'étape \| Classement de l'étape \| Classement de l'étape \| Classement de l'étape \| \| Coureuse \| Coureuse \| Pays \| Équipe \| Temps \| \| --------------------- \| ------------------------- \| --------------------- \| ------------------------- \| --------------------- \| \| 1re \| Elisa Balsamo \| Italie \| Trek-Segafredo \| 2 h 21 min 37 s \| \| 2e \| Lotte Kopecky \| Belgique \| SD Worx \| + 0 s \| \| 3e \| Marta Bastianelli \| Italie \| UAE Team ADQ \| + 0 s \| \| 4e \| Megan Jastrab \| États-Unis \| Team DSM \| + 0 s \| \| 5e \| Sofia Bertizzolo \| Italie \| UAE Team ADQ \| + 0 s \| \| 6e \| Maria Giulia Confalonieri \| Italie \| Ceratizit-WNT Pro Cycling \| + 0 s \| \| 7e \| Tereza Neumanová \| Tchéquie \| Liv Racing Xstra \| + 0 s \| \| 8e \| Alexandra Manly \| Australie \| Team BikeExchange-Jayco \| + 0 s \| \| 9e \| Julie Leth \| Danemark \| Uno-X Pro Cycling Team \| + 0 s \| \| 10e \| Vittoria Guazzini \| Italie \| FDJ-Suez-Futuroscope \| + 0 s \| |                           |            |                           |                 |
| |                           |            |                           |                 |
| Source : ProCyclingStats |                           |            |                           |                 |
| Classement de l'étape |                           |            |                           |                 |
| Coureuse | Coureuse                  | Pays       | Équipe                    | Temps           |
| 1re | Elisa Balsamo             | Italie     | Trek-Segafredo            | 2 h 21 min 37 s |
| 2e | Lotte Kopecky             | Belgique   | SD Worx                   | + 0 s           |
| 3e | Marta Bastianelli         | Italie     | UAE Team ADQ              | + 0 s           |
| 4e | Megan Jastrab             | États-Unis | Team DSM                  | + 0 s           |
| 5e | Sofia Bertizzolo          | Italie     | UAE Team ADQ              | + 0 s           |
| 6e | Maria Giulia Confalonieri | Italie     | Ceratizit-WNT Pro Cycling | + 0 s           |
| 7e | Tereza Neumanová          | Tchéquie   | Liv Racing Xstra          | + 0 s           |
| 8e | Alexandra Manly           | Australie  | Team BikeExchange-Jayco   | + 0 s           |
| 9e | Julie Leth                | Danemark   | Uno-X Pro Cycling Team    | + 0 s           |
| 10e | Vittoria Guazzini         | Italie     | FDJ-Suez-Futuroscope      | + 0 s           |

## Classements finals

### Classement général final
| \| Classement général \| Classement général \| Classement général \| Classement général \| Classement général \| \| Coureuse \| Coureuse \| Pays \| Équipe \| Temps \| \| ------------------ \| --------------------- \| ------------------ \| ----------------------- \| ------------------ \| \| 1re \| Annemiek van Vleuten \| Pays-Bas \| Movistar Team \| 12 h 21 min 46 s \| \| 2e \| Elisa Longo Borghini \| Italie \| Trek-Segafredo \| + 1 min 44 s \| \| 3e \| Demi Vollering \| Pays-Bas \| SD Worx \| + 2 min 11 s \| \| 4e \| Liane Lippert \| Allemagne \| Team DSM \| + 2 min 34 s \| \| 5e \| Cecilie Uttrup Ludwig \| Danemark \| FDJ-Suez-Futuroscope \| + 2 min 43 s \| \| 6e \| Ane Santesteban \| Espagne \| Team BikeExchange-Jayco \| + 3 min 03 s \| \| 7e \| Anna Shackley \| Royaume-Uni \| SD Worx \| + 3 min 07 s \| \| 8e \| Juliette Labous \| France \| Team DSM \| + 3 min 29 s \| \| 9e \| Élise Chabbey \| Suisse \| Canyon-SRAM Racing \| + 3 min 35 s \| \| 10e \| Katarzyna Niewiadoma \| Pologne \| Canyon-SRAM Racing \| + 3 min 38 s \| |                       |             |                         |                  |
| |                       |             |                         |                  |
| Source : ProCyclingStats |                       |             |                         |                  |
| Classement général |                       |             |                         |                  |
| Coureuse | Coureuse              | Pays        | Équipe                  | Temps            |
| 1re | Annemiek van Vleuten  | Pays-Bas    | Movistar Team           | 12 h 21 min 46 s |
| 2e | Elisa Longo Borghini  | Italie      | Trek-Segafredo          | + 1 min 44 s     |
| 3e | Demi Vollering        | Pays-Bas    | SD Worx                 | + 2 min 11 s     |
| 4e | Liane Lippert         | Allemagne   | Team DSM                | + 2 min 34 s     |
| 5e | Cecilie Uttrup Ludwig | Danemark    | FDJ-Suez-Futuroscope    | + 2 min 43 s     |
| 6e | Ane Santesteban       | Espagne     | Team BikeExchange-Jayco | + 3 min 03 s     |
| 7e | Anna Shackley         | Royaume-Uni | SD Worx                 | + 3 min 07 s     |
| 8e | Juliette Labous       | France      | Team DSM                | + 3 min 29 s     |
| 9e | Élise Chabbey         | Suisse      | Canyon-SRAM Racing      | + 3 min 35 s     |
| 10e | Katarzyna Niewiadoma  | Pologne     | Canyon-SRAM Racing      | + 3 min 38 s     |

### Classements annexes
| Classement par points | Classement par points | Classement par points | Classement par points   | Classement par points |
| Coureuse              | Coureuse              | Pays                  | Équipe                  | Points                |
| --------------------- | --------------------- | --------------------- | ----------------------- | --------------------- |
| 1re                   | Silvia Persico        | Italie                | Valcar-Travel & Service | 48 pts                |
| 2e                    | Lotte Kopecky         | Belgique              | SD Worx                 | 48 pts                |
| 3e                    | Elisa Longo Borghini  | Italie                | Trek-Segafredo          | 44 pts                |
| 4e                    | Elisa Balsamo         | Italie                | Trek-Segafredo          | 41 pts                |
| 5e                    | Annemiek van Vleuten  | Pays-Bas              | Movistar Team           | 41 pts                |
| 6e                    | Demi Vollering        | Pays-Bas              | SD Worx                 | 34 pts                |
| 7e                    | Liane Lippert         | Allemagne             | Team DSM                | 33 pts                |
| 8e                    | Élise Chabbey         | Suisse                | Canyon-SRAM Racing      | 32 pts                |
| 9e                    | Katarzyna Niewiadoma  | Pologne               | Canyon-SRAM Racing      | 25 pts                |
| 10e                   | Cecilie Uttrup Ludwig | Danemark              | FDJ-Suez-Futuroscope    | 23 pts                |

| Classement par points | Classement par points | Classement par points | Classement par points   | Classement par points |
| Coureuse              | Coureuse              | Pays                  | Équipe                  | Points                |
| --------------------- | --------------------- | --------------------- | ----------------------- | --------------------- |
| 1re                   | Silvia Persico        | Italie                | Valcar-Travel & Service | 48 pts                |
| 2e                    | Lotte Kopecky         | Belgique              | SD Worx                 | 48 pts                |
| 3e                    | Elisa Longo Borghini  | Italie                | Trek-Segafredo          | 44 pts                |
| 4e                    | Elisa Balsamo         | Italie                | Trek-Segafredo          | 41 pts                |
| 5e                    | Annemiek van Vleuten  | Pays-Bas              | Movistar Team           | 41 pts                |
| 6e                    | Demi Vollering        | Pays-Bas              | SD Worx                 | 34 pts                |
| 7e                    | Liane Lippert         | Allemagne             | Team DSM                | 33 pts                |
| 8e                    | Élise Chabbey         | Suisse                | Canyon-SRAM Racing      | 32 pts                |
| 9e                    | Katarzyna Niewiadoma  | Pologne               | Canyon-SRAM Racing      | 25 pts                |
| 10e                   | Cecilie Uttrup Ludwig | Danemark              | FDJ-Suez-Futuroscope    | 23 pts                |

| Classement de la montagne | Classement de la montagne | Classement de la montagne | Classement de la montagne | Classement de la montagne |
| Coureuse                  | Coureuse                  | Pays                      | Équipe                    | Points                    |
| ------------------------- | ------------------------- | ------------------------- | ------------------------- | ------------------------- |
| 1re                       | Lucinda Brand             | Pays-Bas                  | Trek-Segafredo            | 44 pts                    |
| 2e                        | Annemiek van Vleuten      | Pays-Bas                  | Movistar Team             | 32 pts                    |
| 3e                        | Sarah Roy                 | Australie                 | Canyon-SRAM Racing        | 22 pts                    |
| 4e                        | Liane Lippert             | Allemagne                 | Team DSM                  | 20 pts                    |
| 5e                        | Katarzyna Niewiadoma      | Pologne                   | Canyon-SRAM Racing        | 16 pts                    |
| 6e                        | Elisa Longo Borghini      | Italie                    | Trek-Segafredo            | 16 pts                    |
| 7e                        | Demi Vollering            | Pays-Bas                  | SD Worx                   | 15 pts                    |
| 8e                        | Arlenis Sierra            | Cuba                      | Movistar Team             | 9 pts                     |
| 9e                        | Élise Chabbey             | Suisse                    | Canyon-SRAM Racing        | 7 pts                     |
| 10e                       | Emma Norsgaard Bjerg      | Danemark                  | Movistar Team             | 6 pts                     |

| Classement de la montagne | Classement de la montagne | Classement de la montagne | Classement de la montagne | Classement de la montagne |
| Coureuse                  | Coureuse                  | Pays                      | Équipe                    | Points                    |
| ------------------------- | ------------------------- | ------------------------- | ------------------------- | ------------------------- |
| 1re                       | Lucinda Brand             | Pays-Bas                  | Trek-Segafredo            | 44 pts                    |
| 2e                        | Annemiek van Vleuten      | Pays-Bas                  | Movistar Team             | 32 pts                    |
| 3e                        | Sarah Roy                 | Australie                 | Canyon-SRAM Racing        | 22 pts                    |
| 4e                        | Liane Lippert             | Allemagne                 | Team DSM                  | 20 pts                    |
| 5e                        | Katarzyna Niewiadoma      | Pologne                   | Canyon-SRAM Racing        | 16 pts                    |
| 6e                        | Elisa Longo Borghini      | Italie                    | Trek-Segafredo            | 16 pts                    |
| 7e                        | Demi Vollering            | Pays-Bas                  | SD Worx                   | 15 pts                    |
| 8e                        | Arlenis Sierra            | Cuba                      | Movistar Team             | 9 pts                     |
| 9e                        | Élise Chabbey             | Suisse                    | Canyon-SRAM Racing        | 7 pts                     |
| 10e                       | Emma Norsgaard Bjerg      | Danemark                  | Movistar Team             | 6 pts                     |

#### Classement par équipes
| Classement par équipes | Classement par équipes  | Classement par équipes | Classement par équipes |
| Équipe                 | Équipe                  | Pays                   | Temps                  |
| ---------------------- | ----------------------- | ---------------------- | ---------------------- |
| 1re                    | SD Worx                 | Pays-Bas               | 36 h 27 min 46 s       |
| 2e                     | FDJ-Suez                | France                 | + 5 min 45 s           |
| 3e                     | Team DSM                | Pays-Bas               | + 6 min 09 s           |
| 4e                     | Canyon-SRAM Racing      | Allemagne              | + 6 min 38 s           |
| 5e                     | Team BikeExchange-Jayco | Australie              | + 9 min 28 s           |
| 6e                     | Movistar Team           | Espagne                | + 10 min 29 s          |
| 7e                     | Trek-Segafredo          | États-Unis             | + 18 min 49 s          |
| 8e                     | UAE Team ADQ            | Émirats arabes unis    | + 19 min 12 s          |
| 9e                     | Team Jumbo-Visma        | Pays-Bas               | + 31 min 48 s          |
| 10e                    | Valcar-Travel & Service | Italie                 | + 32 min 05 s          |

### UCI World Tour

#### Points attribués
| Position                  | 1er | 2e  | 3e  | 4e  | 5e  | 6e  | 7e  | 8e  | 9e | 10e | 11e | 12e | 13e | 14e | 15e | 16e à 20e | 21e à 30e | 31e à 40e |  |  |
| Classement général        | 400 | 320 | 260 | 220 | 180 | 140 | 120 | 100 | 80 | 68  | 56  | 48  | 40  | 32  | 28  | 24        | 16        | 8         |  |  |
| Étapes et demi-étapes     | 50  | 40  | 30  | 25  | 20  | 18  | 15  | 10  | 8  | 6   |     |     |     |     |     |           |           |           |  |  |
| Port du maillot de leader | 8   |     |     |     |     |     |     |     |    |     |     |     |     |     |     |           |           |           |  |  |

## Évolution des classements
| Étape              |                              | Vainqueur _          | Classement général   | Classement par points | Meilleure grimpeuse | Super-combative        | Meilleure équipe _ |
| ------------------ | ---------------------------- | -------------------- | -------------------- | --------------------- | ------------------- | ---------------------- | ------------------ |
| 1re étape          | contre-la-montre par équipes | Trek-Segafredo       | Elisa Longo Borghini | Elynor Bäckstedt      | Shirin van Anrooij  | Mercedes Carmona Ramos | Trek-Segafredo     |
| 2e étape           | étape de moyenne montagne    | Annemiek van Vleuten | Annemiek van Vleuten | Annemiek van Vleuten  | Lucinda Brand       | Sarah Roy              | Canyon-SRAM Racing |
| 3e étape           | étape de plaine              | Grace Brown          | Annemiek van Vleuten | Annemiek van Vleuten  | Lucinda Brand       | Mavi García            | SD Worx            |
| 4e étape           | étape de plaine              | Silvia Persico       | Annemiek van Vleuten | Silvia Persico        | Lucinda Brand       | Anna Kiesenhofer       | SD Worx            |
| 5e étape           | étape de plaine              | Elisa Balsamo        | Annemiek van Vleuten | Silvia Persico        | Lucinda Brand       | Mavi García            | SD Worx            |
| Classements finals | Classements finals           |                      | Annemiek van Vleuten | Silvia Persico        | Lucinda Brand       | non attribué           | SD Worx            |

## Liste des participantes
| Légende | Légende                                                                        | Légende | Légende                                                    |
| ------- | ------------------------------------------------------------------------------ | ------- | ---------------------------------------------------------- |
| Num     | Dossard de départ porté par le coureur sur ce Ceratizit Challenge by La Vuelta | Pos     | Position à l'arrivée de la course                          |
|         | Indique un maillot de champion national ou mondial, suivi de sa spécialité     | NP      | Indique un coureur qui n'a pas pris le départ de la course |
| AB      | Indique un coureur qui n'a pas terminé la course                               | HD      | Indique un coureur qui a terminé la course hors des délais |

| Movistar Team MOV | Movistar Team MOV            | Movistar Team MOV |
| ----------------- | ---------------------------- | ----------------- |
| Num               | Coureuse                     | Pos               |
| 1                 | Annemiek van Vleuten (NED)   | 1re               |
| 2                 | Katrine Aalerud (NOR)        | 42e               |
| 3                 | Aude Biannic (FRA)           | 77e               |
| 4                 | Sara Martín (ESP)            | 33e               |
| 5                 | Emma Norsgaard Bjerg (DEN)   | 88e               |
| 6                 | Arlenis Sierra (CUB) (route) | 16e               |

| SD Worx SDW | SD Worx SDW              | SD Worx SDW |
| ----------- | ------------------------ | ----------- |
| Num         | Coureuse                 | Pos         |
| 11          | Demi Vollering (NED)     | 3e          |
| 12          | Niamh Fisher-Black (NZL) | 18e         |
| 13          | Lotte Kopecky (BEL)      | 21e         |
| 14          | Marlen Reusser (SUI)     | 29e         |
| 15          | Anna Shackley (GBR)      | 7e          |
| 16          | Blanka Vas (HUN) (route) | 28e         |

| Trek-Segafredo TFS | Trek-Segafredo TFS          | Trek-Segafredo TFS |
| ------------------ | --------------------------- | ------------------ |
| Num                | Coureuse                    | Pos                |
| 21                 | Elisa Balsamo (ITA) (route) | 30e                |
| 22                 | Elynor Bäckstedt (GBR)      | NP-3               |
| 23                 | Lucinda Brand (NED)         | 57e                |
| 24                 | Amalie Dideriksen (DEN)     | 94e                |
| 25                 | Elisa Longo Borghini (ITA)  | 2e                 |
| 26                 | Shirin van Anrooij (NED)    | 26e                |

| FDJ-Suez-Futuroscope FSF | FDJ-Suez-Futuroscope FSF            | FDJ-Suez-Futuroscope FSF |
| ------------------------ | ----------------------------------- | ------------------------ |
| Num                      | Coureuse                            | Pos                      |
| 31                       | Cecilie Uttrup Ludwig (DEN) (route) | 5e                       |
| 32                       | Grace Brown (AUS)                   | AB                       |
| 33                       | Brodie Chapman (AUS)                | 11e                      |
| 34                       | Vittoria Guazzini (ITA)             | 40e                      |
| 35                       | Marie Le Net (FRA)                  | 64e                      |
| 36                       | Évita Muzic (FRA)                   | 43e                      |

| Team DSM DSM | Team DSM DSM                | Team DSM DSM |
| ------------ | --------------------------- | ------------ |
| Num          | Coureuse                    | Pos          |
| 41           | Juliette Labous (FRA)       | 9e           |
| 42           | Francesca Barale (ITA)      | 41e          |
| 43           | Léa Curinier (FRA)          | AB           |
| 44           | Megan Jastrab (USA)         | 93e          |
| 45           | Liane Lippert (GER) (route) | 4e           |
| 46           | Floortje Mackaij (NED)      | 23e          |

| Canyon-SRAM Racing CSR | Canyon-SRAM Racing CSR     | Canyon-SRAM Racing CSR |
| ---------------------- | -------------------------- | ---------------------- |
| Num                    | Coureuse                   | Pos                    |
| 51                     | Katarzyna Niewiadoma (POL) | 10e                    |
| 52                     | Alena Amialiusik (BLR)     | NP-2                   |
| 53                     | Élise Chabbey (SUI)        | 8e                     |
| 54                     | Mikayla Harvey (NZL)       | 82e                    |
| 55                     | Pauliena Rooijakkers (NED) | 25e                    |
| 56                     | Sarah Roy (AUS)            | 51e                    |

| UAE Team ADQ UAD | UAE Team ADQ UAD          | UAE Team ADQ UAD |
| ---------------- | ------------------------- | ---------------- |
| Num              | Coureuse                  | Pos              |
| 61               | Mavi García (ESP) (route) | 13e              |
| 62               | Marta Bastianelli (ITA)   | 48e              |
| 63               | Sofia Bertizzolo (ITA)    | 24e              |
| 64               | Maaike Boogaard (NED)     | 65e              |
| 65               | Laura Tomasi (ITA)        | 50e              |
| 66               | Sophie Wright (GBR)       | 32e              |

| Team Jumbo-Visma TJV | Team Jumbo-Visma TJV      | Team Jumbo-Visma TJV |
| -------------------- | ------------------------- | -------------------- |
| Num                  | Coureuse                  | Pos                  |
| 71                   | Anouska Koster (NED)      | 22e                  |
| 72                   | Carlijn Achtereekte (NED) | 63e                  |
| 73                   | Amber Kraak (NED)         | 17e                  |
| 74                   | Linda Riedmann (GER)      | 78e                  |
| 75                   | Aafke Soet (NED)          | NP-2                 |
| 76                   | Karlijn Swinkels (NED)    | NP-2                 |

| Team BikeExchange-Jayco BEX | Team BikeExchange-Jayco BEX | Team BikeExchange-Jayco BEX |
| --------------------------- | --------------------------- | --------------------------- |
| Num                         | Coureuse                    | Pos                         |
| 81                          | Ane Santesteban (ESP)       | 6e                          |
| 82                          | Teniel Campbell (TTO)       | 92e                         |
| 83                          | Kristen Faulkner (USA)      | AB                          |
| 84                          | Alexandra Manly (AUS)       | 15e                         |
| 85                          | Ruby Roseman-Gannon (AUS)   | 44e                         |
| 86                          | Georgia Williams (NZL)      | 31e                         |

| Valcar-Travel & Service VAL | Valcar-Travel & Service VAL | Valcar-Travel & Service VAL |
| --------------------------- | --------------------------- | --------------------------- |
| Num                         | Coureuse                    | Pos                         |
| 91                          | Silvia Persico (ITA)        | 12e                         |
| 92                          | Olivia Baril (CAN)          | 66e                         |
| 93                          | Chiara Consonni (ITA)       | 85e                         |
| 94                          | Karolina Kumięga (POL)      | 75e                         |
| 95                          | Federica Piergiovanni (ITA) | 49e                         |
| 96                          | Elizabeth Stannard (AUS)    | 34e                         |

| Liv Racing Xstra LIV | Liv Racing Xstra LIV           | Liv Racing Xstra LIV |
| -------------------- | ------------------------------ | -------------------- |
| Num                  | Coureuse                       | Pos                  |
| 101                  | Valerie Demey (BEL)            | 62e                  |
| 102                  | Thalita de Jong (NED)          | 72e                  |
| 103                  | Marta Jaskulska (POL)          | 68e                  |
| 104                  | Tereza Neumanová (CZE) (route) | 59e                  |
| 105                  | Sabrina Stultiens (NED)        | 71e                  |
| 106                  | Quinty Ton (NED)               | 55e                  |

| EF Education-TIBCO-SVB TIB | EF Education-TIBCO-SVB TIB    | EF Education-TIBCO-SVB TIB |
| -------------------------- | ----------------------------- | -------------------------- |
| Num                        | Coureuse                      | Pos                        |
| 111                        | Veronica Ewers (USA)          | 14e                        |
| 112                        | Letizia Borghesi (ITA)        | 46e                        |
| 113                        | Kristabel Doebel-Hickok (USA) | AB-2                       |
| 114                        | Sara Poidevin (CAN)           | 90e                        |
| 115                        | Omer Shapira (ISR) (route)    | 53e                        |
| 116                        | Lauren Stephens (USA)         | 52e                        |

| Ceratizit-WNT Pro Cycling WNT | Ceratizit-WNT Pro Cycling WNT   | Ceratizit-WNT Pro Cycling WNT |
| ----------------------------- | ------------------------------- | ----------------------------- |
| Num                           | Coureuse                        | Pos                           |
| 121                           | Marta Lach (POL)                | 47e                           |
| 122                           | Sandra Alonso (ESP)             | 45e                           |
| 123                           | Laura Asencio (FRA)             | 37e                           |
| 124                           | Maria Giulia Confalonieri (ITA) | 39e                           |
| 125                           | Hanna Nilsson (SWE)             | 86e                           |
| 126                           | Lea Lin Teutenberg (GER)        | 91e                           |

| Roland Cogeas-Edelweiss Squad CGS | Roland Cogeas-Edelweiss Squad CGS | Roland Cogeas-Edelweiss Squad CGS |
| --------------------------------- | --------------------------------- | --------------------------------- |
| Num                               | Coureuse                          | Pos                               |
| 131                               | Hannah Buch (GER)                 | 102e                              |
| 132                               | Ines Cantera (ESP)                | 89e                               |
| 133                               | Léa Stern (SUI)                   | AB-2                              |
| 134                               | Petra Stiasny (SUI)               | AB                                |
| 135                               | Anna Gabrielle Traxler (CAN)      | 103e                              |

| Coop-Hitec Products HPU | Coop-Hitec Products HPU  | Coop-Hitec Products HPU |
| ----------------------- | ------------------------ | ----------------------- |
| Num                     | Coureuse                 | Pos                     |
| 141                     | Caroline Andersson (SWE) | 76e                     |
| 142                     | Ingvild Gåskjenn (NOR)   | 36e                     |
| 143                     | Ane Iversen (NOR)        | AB                      |
| 144                     | Josie Nelson (GBR)       | 35e                     |
| 145                     | Jessica Roberts (GBR)    | AB                      |
| 146                     | Nicole Steigenga (NED)   | 74e                     |

| Uno-X Pro Cycling Team UXT | Uno-X Pro Cycling Team UXT | Uno-X Pro Cycling Team UXT |
| -------------------------- | -------------------------- | -------------------------- |
| Num                        | Coureuse                   | Pos                        |
| 151                        | Joscelin Lowden (GBR)      | 27e                        |
| 152                        | Marte Berg Edseth (NOR)    | 70e                        |
| 153                        | Julie Leth (DEN)           | 73e                        |
| 154                        | Hannah Ludwig (GER)        | 58e                        |
| 155                        | Amalie Lutro (NOR)         | 98e                        |
| 156                        | Anne Dorthe Ysland (NOR)   | 61e                        |

| Human Powered Health HPW | Human Powered Health HPW         | Human Powered Health HPW |
| ------------------------ | -------------------------------- | ------------------------ |
| Num                      | Coureuse                         | Pos                      |
| 161                      | Nina Buysman (NED)               | 54e                      |
| 162                      | Ántri Christofórou (CYP) (route) | AB-3                     |
| 163                      | Evy Kuijpers (NED)               | 100e                     |
| 164                      | Barbara Malcotti (ITA)           | 38e                      |
| 165                      | Marit Raaijmakers (NED)          | 56e                      |
| 166                      | Eri Yonamine (JPN)               | 19e                      |

| Massi Tactic MAT | Massi Tactic MAT      | Massi Tactic MAT |
| ---------------- | --------------------- | ---------------- |
| Num              | Coureuse              | Pos              |
| 171              | Aurela Nerlo (POL)    | 83e              |
| 172              | Maaike Coljé (NED)    | AB               |
| 173              | Mireia Benito (ESP)   | AB-2             |
| 174              | Nathalie Eklund (SWE) | AB               |
| 175              | Miryam Núñez (ECU)    | 60e              |
| 176              | Andrea Ramírez (MEX)  | 81e              |

| Bizkaia-Durango BDU | Bizkaia-Durango BDU          | Bizkaia-Durango BDU |
| ------------------- | ---------------------------- | ------------------- |
| Num                 | Coureuse                     | Pos                 |
| 181                 | Lucía González (ESP)         | 84e                 |
| 182                 | Daniela Campos (POR) (route) | 99e                 |
| 183                 | Eukene Larrarte (ESP)        | 96e                 |
| 184                 | Irene Mendez Melgarejo (ESP) | 67e                 |
| 185                 | Aileen Schweikart (GER)      | 69e                 |
| 186                 | Catalina Soto (CHI)          | 87e                 |

| Soltec Team STC | Soltec Team STC               | Soltec Team STC |
| --------------- | ----------------------------- | --------------- |
| Num             | Coureuse                      | Pos             |
| 191             | Anna Kiesenhofer (AUT)        | 20e             |
| 192             | Andrea Alzate (COL)           | 105e            |
| 193             | Wendy Ducreux (PAN) (route)   | AB-2            |
| 194             | Ana Vitória Magalhães (BRA)   | AB              |
| 195             | Rocio Martin (ESP)            | AB-2            |
| 196             | Manuela Muresan (ROU) (route) | 101e            |

| Laboral Kutxa-Fundacion Euskadi LKF | Laboral Kutxa-Fundacion Euskadi LKF | Laboral Kutxa-Fundacion Euskadi LKF |
| ----------------------------------- | ----------------------------------- | ----------------------------------- |
| Num                                 | Coureuse                            | Pos                                 |
| 201                                 | Yurani Blanco (ESP)                 | 95e                                 |
| 202                                 | Tania Calvo (ESP)                   | 106e                                |
| 203                                 | Idoia Eraso (ESP)                   | 80e                                 |
| 204                                 | Ariana Gilabert (ESP)               | AB                                  |
| 205                                 | Sandra Gutierrez (ESP)              | 104e                                |
| 206                                 | Usoa Ostolaza (ESP)                 | 79e                                 |

| Río Miera-Cantabria Deporte RMC | Río Miera-Cantabria Deporte RMC | Río Miera-Cantabria Deporte RMC |
| ------------------------------- | ------------------------------- | ------------------------------- |
| Num                             | Coureuse                        | Pos                             |
| 211                             | Carolina Esteban (ESP)          | AB                              |
| 212                             | Eva Anguela (ESP)               | AB                              |
| 213                             | Mercedes Carmona Ramos (ESP)    | NP-2                            |
| 214                             | Susana Perez (ESP)              | 97e                             |
| 215                             | Elena Perez Munoz (ESP)         | AB-2                            |
| 216                             | Laura Tenorio (ESP)             | AB-2                            |

| Movistar Team MOV | Movistar Team MOV            | Movistar Team MOV |
| ----------------- | ---------------------------- | ----------------- |
| Num               | Coureuse                     | Pos               |
| 1                 | Annemiek van Vleuten (NED)   | 1re               |
| 2                 | Katrine Aalerud (NOR)        | 42e               |
| 3                 | Aude Biannic (FRA)           | 77e               |
| 4                 | Sara Martín (ESP)            | 33e               |
| 5                 | Emma Norsgaard Bjerg (DEN)   | 88e               |
| 6                 | Arlenis Sierra (CUB) (route) | 16e               |

| SD Worx SDW | SD Worx SDW              | SD Worx SDW |
| ----------- | ------------------------ | ----------- |
| Num         | Coureuse                 | Pos         |
| 11          | Demi Vollering (NED)     | 3e          |
| 12          | Niamh Fisher-Black (NZL) | 18e         |
| 13          | Lotte Kopecky (BEL)      | 21e         |
| 14          | Marlen Reusser (SUI)     | 29e         |
| 15          | Anna Shackley (GBR)      | 7e          |
| 16          | Blanka Vas (HUN) (route) | 28e         |

| Trek-Segafredo TFS | Trek-Segafredo TFS          | Trek-Segafredo TFS |
| ------------------ | --------------------------- | ------------------ |
| Num                | Coureuse                    | Pos                |
| 21                 | Elisa Balsamo (ITA) (route) | 30e                |
| 22                 | Elynor Bäckstedt (GBR)      | NP-3               |
| 23                 | Lucinda Brand (NED)         | 57e                |
| 24                 | Amalie Dideriksen (DEN)     | 94e                |
| 25                 | Elisa Longo Borghini (ITA)  | 2e                 |
| 26                 | Shirin van Anrooij (NED)    | 26e                |

| FDJ-Suez-Futuroscope FSF | FDJ-Suez-Futuroscope FSF            | FDJ-Suez-Futuroscope FSF |
| ------------------------ | ----------------------------------- | ------------------------ |
| Num                      | Coureuse                            | Pos                      |
| 31                       | Cecilie Uttrup Ludwig (DEN) (route) | 5e                       |
| 32                       | Grace Brown (AUS)                   | AB                       |
| 33                       | Brodie Chapman (AUS)                | 11e                      |
| 34                       | Vittoria Guazzini (ITA)             | 40e                      |
| 35                       | Marie Le Net (FRA)                  | 64e                      |
| 36                       | Évita Muzic (FRA)                   | 43e                      |

| Team DSM DSM | Team DSM DSM                | Team DSM DSM |
| ------------ | --------------------------- | ------------ |
| Num          | Coureuse                    | Pos          |
| 41           | Juliette Labous (FRA)       | 9e           |
| 42           | Francesca Barale (ITA)      | 41e          |
| 43           | Léa Curinier (FRA)          | AB           |
| 44           | Megan Jastrab (USA)         | 93e          |
| 45           | Liane Lippert (GER) (route) | 4e           |
| 46           | Floortje Mackaij (NED)      | 23e          |

| Canyon-SRAM Racing CSR | Canyon-SRAM Racing CSR     | Canyon-SRAM Racing CSR |
| ---------------------- | -------------------------- | ---------------------- |
| Num                    | Coureuse                   | Pos                    |
| 51                     | Katarzyna Niewiadoma (POL) | 10e                    |
| 52                     | Alena Amialiusik (BLR)     | NP-2                   |
| 53                     | Élise Chabbey (SUI)        | 8e                     |
| 54                     | Mikayla Harvey (NZL)       | 82e                    |
| 55                     | Pauliena Rooijakkers (NED) | 25e                    |
| 56                     | Sarah Roy (AUS)            | 51e                    |

| UAE Team ADQ UAD | UAE Team ADQ UAD          | UAE Team ADQ UAD |
| ---------------- | ------------------------- | ---------------- |
| Num              | Coureuse                  | Pos              |
| 61               | Mavi García (ESP) (route) | 13e              |
| 62               | Marta Bastianelli (ITA)   | 48e              |
| 63               | Sofia Bertizzolo (ITA)    | 24e              |
| 64               | Maaike Boogaard (NED)     | 65e              |
| 65               | Laura Tomasi (ITA)        | 50e              |
| 66               | Sophie Wright (GBR)       | 32e              |

| Team Jumbo-Visma TJV | Team Jumbo-Visma TJV      | Team Jumbo-Visma TJV |
| -------------------- | ------------------------- | -------------------- |
| Num                  | Coureuse                  | Pos                  |
| 71                   | Anouska Koster (NED)      | 22e                  |
| 72                   | Carlijn Achtereekte (NED) | 63e                  |
| 73                   | Amber Kraak (NED)         | 17e                  |
| 74                   | Linda Riedmann (GER)      | 78e                  |
| 75                   | Aafke Soet (NED)          | NP-2                 |
| 76                   | Karlijn Swinkels (NED)    | NP-2                 |

| Team BikeExchange-Jayco BEX | Team BikeExchange-Jayco BEX | Team BikeExchange-Jayco BEX |
| --------------------------- | --------------------------- | --------------------------- |
| Num                         | Coureuse                    | Pos                         |
| 81                          | Ane Santesteban (ESP)       | 6e                          |
| 82                          | Teniel Campbell (TTO)       | 92e                         |
| 83                          | Kristen Faulkner (USA)      | AB                          |
| 84                          | Alexandra Manly (AUS)       | 15e                         |
| 85                          | Ruby Roseman-Gannon (AUS)   | 44e                         |
| 86                          | Georgia Williams (NZL)      | 31e                         |

| Valcar-Travel & Service VAL | Valcar-Travel & Service VAL | Valcar-Travel & Service VAL |
| --------------------------- | --------------------------- | --------------------------- |
| Num                         | Coureuse                    | Pos                         |
| 91                          | Silvia Persico (ITA)        | 12e                         |
| 92                          | Olivia Baril (CAN)          | 66e                         |
| 93                          | Chiara Consonni (ITA)       | 85e                         |
| 94                          | Karolina Kumięga (POL)      | 75e                         |
| 95                          | Federica Piergiovanni (ITA) | 49e                         |
| 96                          | Elizabeth Stannard (AUS)    | 34e                         |

| Liv Racing Xstra LIV | Liv Racing Xstra LIV           | Liv Racing Xstra LIV |
| -------------------- | ------------------------------ | -------------------- |
| Num                  | Coureuse                       | Pos                  |
| 101                  | Valerie Demey (BEL)            | 62e                  |
| 102                  | Thalita de Jong (NED)          | 72e                  |
| 103                  | Marta Jaskulska (POL)          | 68e                  |
| 104                  | Tereza Neumanová (CZE) (route) | 59e                  |
| 105                  | Sabrina Stultiens (NED)        | 71e                  |
| 106                  | Quinty Ton (NED)               | 55e                  |

| EF Education-TIBCO-SVB TIB | EF Education-TIBCO-SVB TIB    | EF Education-TIBCO-SVB TIB |
| -------------------------- | ----------------------------- | -------------------------- |
| Num                        | Coureuse                      | Pos                        |
| 111                        | Veronica Ewers (USA)          | 14e                        |
| 112                        | Letizia Borghesi (ITA)        | 46e                        |
| 113                        | Kristabel Doebel-Hickok (USA) | AB-2                       |
| 114                        | Sara Poidevin (CAN)           | 90e                        |
| 115                        | Omer Shapira (ISR) (route)    | 53e                        |
| 116                        | Lauren Stephens (USA)         | 52e                        |

| Ceratizit-WNT Pro Cycling WNT | Ceratizit-WNT Pro Cycling WNT   | Ceratizit-WNT Pro Cycling WNT |
| ----------------------------- | ------------------------------- | ----------------------------- |
| Num                           | Coureuse                        | Pos                           |
| 121                           | Marta Lach (POL)                | 47e                           |
| 122                           | Sandra Alonso (ESP)             | 45e                           |
| 123                           | Laura Asencio (FRA)             | 37e                           |
| 124                           | Maria Giulia Confalonieri (ITA) | 39e                           |
| 125                           | Hanna Nilsson (SWE)             | 86e                           |
| 126                           | Lea Lin Teutenberg (GER)        | 91e                           |

| Roland Cogeas-Edelweiss Squad CGS | Roland Cogeas-Edelweiss Squad CGS | Roland Cogeas-Edelweiss Squad CGS |
| --------------------------------- | --------------------------------- | --------------------------------- |
| Num                               | Coureuse                          | Pos                               |
| 131                               | Hannah Buch (GER)                 | 102e                              |
| 132                               | Ines Cantera (ESP)                | 89e                               |
| 133                               | Léa Stern (SUI)                   | AB-2                              |
| 134                               | Petra Stiasny (SUI)               | AB                                |
| 135                               | Anna Gabrielle Traxler (CAN)      | 103e                              |

| Coop-Hitec Products HPU | Coop-Hitec Products HPU  | Coop-Hitec Products HPU |
| ----------------------- | ------------------------ | ----------------------- |
| Num                     | Coureuse                 | Pos                     |
| 141                     | Caroline Andersson (SWE) | 76e                     |
| 142                     | Ingvild Gåskjenn (NOR)   | 36e                     |
| 143                     | Ane Iversen (NOR)        | AB                      |
| 144                     | Josie Nelson (GBR)       | 35e                     |
| 145                     | Jessica Roberts (GBR)    | AB                      |
| 146                     | Nicole Steigenga (NED)   | 74e                     |

| Uno-X Pro Cycling Team UXT | Uno-X Pro Cycling Team UXT | Uno-X Pro Cycling Team UXT |
| -------------------------- | -------------------------- | -------------------------- |
| Num                        | Coureuse                   | Pos                        |
| 151                        | Joscelin Lowden (GBR)      | 27e                        |
| 152                        | Marte Berg Edseth (NOR)    | 70e                        |
| 153                        | Julie Leth (DEN)           | 73e                        |
| 154                        | Hannah Ludwig (GER)        | 58e                        |
| 155                        | Amalie Lutro (NOR)         | 98e                        |
| 156                        | Anne Dorthe Ysland (NOR)   | 61e                        |

| Human Powered Health HPW | Human Powered Health HPW         | Human Powered Health HPW |
| ------------------------ | -------------------------------- | ------------------------ |
| Num                      | Coureuse                         | Pos                      |
| 161                      | Nina Buysman (NED)               | 54e                      |
| 162                      | Ántri Christofórou (CYP) (route) | AB-3                     |
| 163                      | Evy Kuijpers (NED)               | 100e                     |
| 164                      | Barbara Malcotti (ITA)           | 38e                      |
| 165                      | Marit Raaijmakers (NED)          | 56e                      |
| 166                      | Eri Yonamine (JPN)               | 19e                      |

| Massi Tactic MAT | Massi Tactic MAT      | Massi Tactic MAT |
| ---------------- | --------------------- | ---------------- |
| Num              | Coureuse              | Pos              |
| 171              | Aurela Nerlo (POL)    | 83e              |
| 172              | Maaike Coljé (NED)    | AB               |
| 173              | Mireia Benito (ESP)   | AB-2             |
| 174              | Nathalie Eklund (SWE) | AB               |
| 175              | Miryam Núñez (ECU)    | 60e              |
| 176              | Andrea Ramírez (MEX)  | 81e              |

| Bizkaia-Durango BDU | Bizkaia-Durango BDU          | Bizkaia-Durango BDU |
| ------------------- | ---------------------------- | ------------------- |
| Num                 | Coureuse                     | Pos                 |
| 181                 | Lucía González (ESP)         | 84e                 |
| 182                 | Daniela Campos (POR) (route) | 99e                 |
| 183                 | Eukene Larrarte (ESP)        | 96e                 |
| 184                 | Irene Mendez Melgarejo (ESP) | 67e                 |
| 185                 | Aileen Schweikart (GER)      | 69e                 |
| 186                 | Catalina Soto (CHI)          | 87e                 |

| Soltec Team STC | Soltec Team STC               | Soltec Team STC |
| --------------- | ----------------------------- | --------------- |
| Num             | Coureuse                      | Pos             |
| 191             | Anna Kiesenhofer (AUT)        | 20e             |
| 192             | Andrea Alzate (COL)           | 105e            |
| 193             | Wendy Ducreux (PAN) (route)   | AB-2            |
| 194             | Ana Vitória Magalhães (BRA)   | AB              |
| 195             | Rocio Martin (ESP)            | AB-2            |
| 196             | Manuela Muresan (ROU) (route) | 101e            |

| Laboral Kutxa-Fundacion Euskadi LKF | Laboral Kutxa-Fundacion Euskadi LKF | Laboral Kutxa-Fundacion Euskadi LKF |
| ----------------------------------- | ----------------------------------- | ----------------------------------- |
| Num                                 | Coureuse                            | Pos                                 |
| 201                                 | Yurani Blanco (ESP)                 | 95e                                 |
| 202                                 | Tania Calvo (ESP)                   | 106e                                |
| 203                                 | Idoia Eraso (ESP)                   | 80e                                 |
| 204                                 | Ariana Gilabert (ESP)               | AB                                  |
| 205                                 | Sandra Gutierrez (ESP)              | 104e                                |
| 206                                 | Usoa Ostolaza (ESP)                 | 79e                                 |

| Río Miera-Cantabria Deporte RMC | Río Miera-Cantabria Deporte RMC | Río Miera-Cantabria Deporte RMC |
| ------------------------------- | ------------------------------- | ------------------------------- |
| Num                             | Coureuse                        | Pos                             |
| 211                             | Carolina Esteban (ESP)          | AB                              |
| 212                             | Eva Anguela (ESP)               | AB                              |
| 213                             | Mercedes Carmona Ramos (ESP)    | NP-2                            |
| 214                             | Susana Perez (ESP)              | 97e                             |
| 215                             | Elena Perez Munoz (ESP)         | AB-2                            |
| 216                             | Laura Tenorio (ESP)             | AB-2                            |